# Glacier de la Verte
Le glacier de la Verte est un glacier de France situé dans le massif du Mont-Blanc, sur la commune de Chamonix-Mont-Blanc.
Le glacier se trouve sur l'ubac de l'aiguille Verte dont il constitue en partie le sommet à 4 122 mètres d'altitude. Il domine les glaciers des Rognons et d'Argentière au nord et au nord-est et le glacier du Nant Blanc à l'ouest ; les glaciers de Talèfre et de la Charpoua se trouvent au sud sur l'adret de l'aiguille Verte.

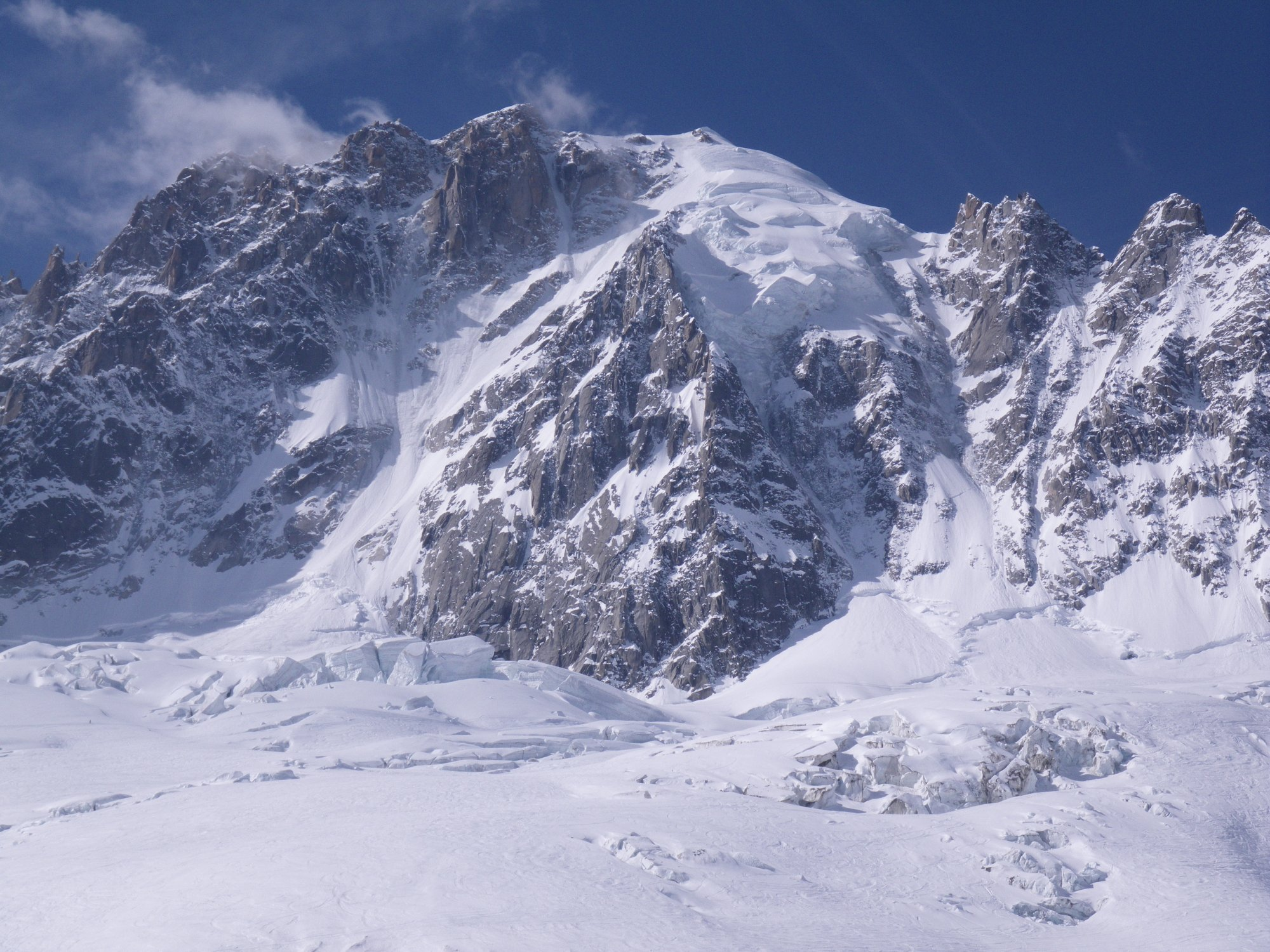
La face nord de l'aiguille Verte depuis le glacier des Rognons à son pied avec le glacier de la Verte accroché au sommet.